# Nam Tha
Der Nam Tha (Lao: ນໍ້າທາ, Fluss Tha) ist ein etwa 215 Kilometer langer Fluss im Nordwesten von Laos. Er entspringt in der Provinz Luang Namtha nahe der chinesischen Grenze, fließt durch schmale Täler in Richtung Südwesten und mündet bei Pak Tha nahe Ban Huay Xay in der Provinz Bokeo in den Mekong, von dem er einen der zwölf wichtigsten Zuflüsse darstellt.
Die bedeutendsten Orte entlang des Flusses sind die Stadt Luang Namtha, die nach ihm benannt ist, das 1980 gegründete Nalae, das die Grenze von Ober- und Unterlauf darstellt und Pak Tha an der Mündung. Von kultureller und touristischer Bedeutung sind die Dörfer Ban Mo mit dem Höhlentempel Tham Davadueng sowie Ban Peng, wo sich mehrere Wasserfälle und Höhlen befinden.
Der Oberlauf des Nam Tha stellt in etwa die Ostgrenze des Naturschutzgebietes Nam Ha dar. Der Fluss durchfließt von der Quelle bis zur Mündung die Distrikte (Muang) Namtha, Nalae (beide Provinz Luang Namtha) sowie Pha Oudom und Pak Tha (beide Provinz Bokeo). Auf einem kurzen Abschnitt bildet er die Grenze zur Nachbarprovinz Oudomxay.
Da in der Region keine größeren Straßenverbindungen existieren, ist der Nam Tha zwischen Luang Namtha und Pak Tha der wichtigste Transportweg. Aufgrund von Untiefen und schmalen Stellen ist er jedoch nur von kleinen Booten (meistens offene Longtail-Boote) befahrbar. Die Fahrt von Luang Namtha nach Huay Xay an der thailändischen Grenze dauert zwei Tage und war bis zum Bau der modernen Schnellstraße weiter nördlich eine der wichtigsten Verbindungen von China nach Thailand. Während der Trockenzeit von März bis Mai ist aufgrund niedrigen Wasserstandes der Schiffsverkehr bis maximal Nalae möglich, zu diesem Zeitpunkt ist dann allerdings wiederum die sonst kaum passierbare Straße zwischen Nalae und Luang Namtha befahrbar.
Nahe dem Fluss finden sich Bodenschätze wie Kupfer, Gold, Zirkon und Saphir.